# ديف أنتوني
ديف أنتوني (بالإنجليزية: Dave Cash)‏ هو لاعب كرة قاعدة أمريكي، ولد في 11 يونيو 1948 في أوتيكا في الولايات المتحدة.

## وصلات خارجية
- ديف أنتوني على موقع دوري كرة القاعدة الرئيسي (الإنجليزية)
- ديف أنتوني على موقعبيزبول رفرنس.كوم (الدوري الرئيسي) (الإنجليزية)
- ديف أنتوني على موقعبيزبول رفرنس.كوم (الدوري الثانوي) (الإنجليزية)
- ديف أنتوني على موقع إي إس بي إن.كوم (أم.أل.بي) (الإنجليزية)
- ديف أنتوني على موقع مشجعي الرسوم البيانية (الإنجليزية)